# Tianzhenosaurus chengi
Tianzhenosaurus youngi es la única especie conocida del género extinto Tianzhenosaurus (“lagarto de Tian Zhen”) de dinosaurio tireóforo anquilosáurido, que vivió a finales del período Cretácico, hace aproximadamente entre 83 y 71 millones de años, durante el Campaniense, en lo que es hoy Asia. En 2024, Pang, Li y Guo describieron a T. chengi como una nueva especie del género basándose en el holotipo, HBV-10004, un cráneo, y el paratipo HBV-10005, un esqueleto casi completo. Observaron varias características craneales que podrían usarse para distinguir a Tianzhenosaurus de otros anquilosáuridos asiáticos, incluidos Saichania, Talarurus y Shanxia. El espécimen se encontró en las mismas capas de roca que T. youngi.